# Várzea Branca
Várzea Branca là một đô thị thuộc bang Piauí, Brasil. Đô thị này có diện tích 435,182 km², dân số năm 2007 là 5123 người, mật độ 11,7 người/km².